# Battarga, Aland
Battarga là một làng thuộc tehsil Aland, huyện Gulbarga, bang Karnataka, Ấn Độ.